# 喬內縣
喬內縣（西班牙語：Cantón Chone），是厄瓜多爾的縣份，位於該國西部，由馬納比省負責管轄，始建於1789年8月7日，面積3,570.6平方公里，2010年人口126,491，人口密度每平方公里35.43人。